# Eudistoma pyriforme
Eudistoma pyriforme är en sjöpungsart som först beskrevs av William Abbott Herdman 1886.  Eudistoma pyriforme ingår i släktet Eudistoma och familjen Polycitoridae. Inga underarter finns listade i Catalogue of Life.